# تپه سیره
تپه سیره مربوط به سده‌های میانه دوران‌های تاریخی پس از اسلام است و در شهرستان سنقر، بخش مرکزی، روستای تپه رش واقع شده و این اثر در تاریخ ۱۱ مرداد ۱۳۸۴ با شمارهٔ ثبت ۱۲۴۵۵ به‌عنوان یکی از آثار ملی ایران به ثبت رسیده است.